# Lepidaploa cotoneaster
Lepidaploa cotoneaster là một loài thực vật có hoa trong họ Cúc. Loài này được (Willd. ex Spreng.) H.Rob. mô tả khoa học đầu tiên năm 1990.